# 余雅梨
余雅梨（1978年4月25日—），中国前女子曲棍球运动员。她曾代表中国国家队参加2000年夏季奥林匹克运动会曲棍球比赛，结果队伍获得第五名。